# Coccidioides
Coccidioides C.W. Stiles – rodzaj grzybów z rodziny rogowniczkowatych (Onygenaceae).

## Charakterystyka
Mikroskopijne grzyby dymorficzne, tworzące formę drożdżową i strzępkową. Forma drożdżowa dwóch gatunków (Coccidioides immitis i Coccidioides posadasii) wywołuje u ludzi i zwierząt ogólnoustrojową grzybicę o nazwie kokcydioidomykoza. Jest to zakaźna choroba grzybicza występująca głównie na półkuli zachodniej i endemiczna w południowo-zachodnich Stanach Zjednoczonych.

## Systematyka i nazewnictwo
Pozycja w klasyfikacji według Index Fungorum: Onygenaceae, Onygenales, Eurotiomycetidae, Eurotiomycetes, Pezizomycotina, Ascomycota, Fungi.
Takson utworzył Charles Wardell Stiles w 1896 r. Synonimy nazwy naukowej:
- Blastosporidium M. Hartmann 1912
- Megalocitosporides Wernicke 1892
- Posadasia Cantón 1898
- Pseudococcidioides Fonseca 1928[3]

Gatunki:
- Coccidioides brasiliensis (Splend.) F.P. Almeida 1929
- Coccidioides histosporocellularis (Haberf.) Vuill. 1931
- Coccidioides immitis Rixford & Gilchrist 1896
- Coccidioides posadasii M.C. Fisher, G.L. Koenig, T.J. White & J.W. Taylor 2002
- Coccidioides rosea Bat., H. Maia, S.K. Shome & Oliveira 1963

Wykaz gatunków i nazwy naukowe na podstawie Index Fungorum.